# Eleanor Harvey
Pour les articles homonymes, voir Harvey.
 Eleanor Harvey (née le 14 janvier 1995 à Hamilton) est une escrimeuse canadienne, spécialiste du fleuret.

## Carrière
Eleanor Harvey commence l'escrime à l'âge de 10 ans.
Elle remporte la médaille d'or lors des Jeux panaméricains de 2015 par équipes à Toronto. Elle est également double vice-championne du monde junior en individuel en 2014 et 2015.
En 2016, elle est qualifiée pour les Jeux olympiques de Rio et termine la compétition à la 7e place après avoir battu Arianna Errigo 15-11 en 8e de finale pour tomber en quart face à Inès Boubakri 13-15. Qualifiée de nouveau pour les Jeux de Tokyo, elle perd cette fois dès les 8e de finale face à Lee Kiefer 13-15.
Elle remporte le doublé continental individuel et par équipe lors des championnats panaméricains de 2022 et termine la saison à la troisième place du classement de la coupe du monde. Elle remporte le titre panaméricain une seconde fois avec l'équipe du Canada l'année suivante.
En 2024 Harvey se qualifie Jeux olympiques de Paris avant de monter sur la 2e marche du podium aux championnats panaméricains en individuel puis par équipes. Elle remporte la médaille de bronze à ces Jeux olympiques.

## Palmarès
- Jeux olympiques d'été de 2024 à Paris :
  -  Médaille de bronze en individuel.

- Championnats panaméricains d'escrime
  -  Médaille d'or en individuel aux championnats panaméricains d'escrime 2022
  -  Médaille d'argent en individuel aux championnats panaméricains d'escrime 2024
  -  Médaille de bronze en individuel aux championnats panaméricains d'escrime 2019
  -  Médaille d'or par équipes en 2022 et 2023
  -  Médaille d'argent par équipes en 2016, 2017, 2018, 2019 et 2024

## Classement en fin de saison
| Année   | 2010 | 2011 | 2012 | 2013 | 2014 | 2015 | 2016 | 2017 | 2018 | 2019 | 2020 | 2021 | 2022 | 2023 | 2024 |
| ------- | ---- | ---- | ---- | ---- | ---- | ---- | ---- | ---- | ---- | ---- | ---- | ---- | ---- | ---- | ---- |
| Fleuret | 410  | 296  | 85   | 74   | 72   | 43   | 13   | 13   | 7    | 23   | 26   | 19   | 3    | 8    | 14   |